# Angelo Ferrari

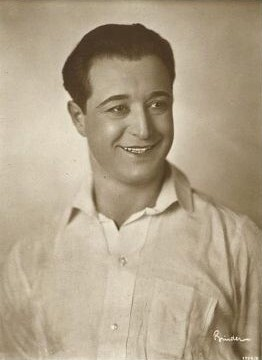

Angelo Ferrari (Roma, 14 agosto 1897 – Niederlehme, 15 giugno 1945) è stato un attore italiano che lavorò per gran parte della sua carriera in Germania e in Austria.

## Biografia
Affermatosi molto giovane in varie discipline sportive, fu attore cinematografico dal 1916, quando esordì con il film La sepolta viva. Chiamato alle armi durante la prima guerra mondiale, fu costretto ad abbandonare l'attività lavorativa, che riprese nel 1919.
Nel 1923 fu il primo attore italiano ad emigrare in Germania dopo la crisi del cinema italiano del primo dopoguerra. Nel cinema tedesco ottenne subito un ruolo importante nel suo primo film dal titolo Die grüne Manuela diretto da Ewald André Dupont. Negli anni seguenti ebbe comunque modo di collaborare con delle produzioni italiane, come nei film I volti dell'amore (1924) e Napoli è una canzone (1927).
Ebbe una carriera lunghissima, fu infatti interprete di quasi 200 film girati tra il 1916 e il 1944, in prevalenza tedeschi e austriaci, divenendo popolarissimo nei paesi di lingua tedesca. Inizialmente interpretò ruoli primari in commedie girate negli anni venti, ma dopo l'introduzione del sonoro, nella maggior parte dei film a cui prese parte gli vennero affidate parti secondarie o da «comparsa».
La sua ultima partecipazione alle riprese di un film risalirebbe al 1945, quando venne girata una pellicola dal titolo Verlobte Leute, rimasta incompleta. Ferrari sarebbe morto proprio in quell'anno in una Berlino insanguinata dalle ultime fasi della guerra in corso. Non si conoscono le cause della sua morte, qualche tardo necrologio italiano parlò di un ictus, ma in realtà, sembra che Ferrari sia stato fucilato per un tragico errore, non si sa però se dai nazisti o dai sovietici.

## Filmografia parziale
- La sepolta viva, regia di Giovanni Enrico Vidali (1916)
- La serata d'onore di Buffalo, regia di Carlo Campogalliani (1916)
- Fiamma!, regia di Ettore Piergiovanni (1920)
- La farina del diavolo, regia di Luigi Romano Borgnetto (1920)
- Incatenata, regia di Giuseppe Ricciotti (1921)
- I tre sentimentali, regia di Augusto Genina (1921)
- Duchessina, regia di Giovanni Pezzinga (1921)
- La donna nuda, regia di Roberto Roberti (1922)
- Il castello della malinconia, regia di Augusto Genina (1922)
- Cirano di Bergerac, regia di Augusto Genina (1923)
- Sansone, regia di Torello Rolli (1923)
- Savitri, regia di Giorgio Mannini (1923)
- Filava, filava..., regia di Ubaldo Maria Del Colle (1924)
- Die Geliebte des Mörders, regia di Maurice Kéroul e Max Reichmann (1924)
- I volti dell'amore, regia di Carmine Gallone (1924)
- Prater, regia di Peter Paul Felner (1924)
- Der Rächer von Davos, regia di Heinrich Brandt 1924)
- Das goldene Kalb, regia di Peter Paul Felner (1925)
- Die Motorbraut, regia di Richard Eichberg (1925)
- Der Mann im Sattel, regia di Manfred Noa (1925)
- Die Zirkusprinzessin, regia di Adolf Gärtner (1925)
- Rosen aus dem Süden, regia di Carl Froelich (1926)
- Die glühende Gasse, regia di Paul Sugar (1927)
- Meine Tante - deine Tante, regia di Carl Froelich (1927)
- Zirkus Renz, regia di Wolfgang Neff (1927)
- Napoli è una canzone, regia di Eugenio Perego (1927)
- Kopf hoch, Charly!, regia di Willi Wolff (1927)
- Il padrone del mondo (Der Meister der Welt) , regia di Gennaro Righelli (1927)
- Stolzenfels am Rhein, regia di Richard Löwenbein (1927)
- Frühere Verhältnisse, regia di Arthur Bergen (1927)
- Höhere Töchter, regia di Richard Löwenbein (1927)
- Orientexpress, regia di Wilhelm Thiele (1927)
- Dr. Bessels Verwandlung, regia di Richard Oswald (1927)
- La grande tormenta (Liebeshölle), regia di Wiktor Bieganski e Carmine Gallone (1928)
- Die Sünderin, regia di Mario Bonnard (1928)
- Weib in Flammen, regia di Max Reichmann (1928)
- La storia di una piccola parigina (Sprung ins Leben), regia di Augusto Genina (1929)
- Villa Falconieri (Villa Falconieri), regia di Richard Oswald (1929)
- Ein Walzer im Schlafcoupé, regia di Fred Sauer (1930)
- Zwei Krawatten, regia di Felix Basch e (supervisione) di Richard Weichert (1930)
- La donna di una notte, regia di Marcel L'Herbier (1930)
- Troika (Troika), regia di Vladimir Striževskij (1930)
- Il ratto di Monna Lisa (Der Raub der Mona Lisa), regia di Géza von Bolváry (1931)
- L'ultima canzone (Melodie der Liebe), regia di Georg Jacoby (1932)
- Una notte con te, regia di Emmerich Wojtek Emo, Ferruccio Biancini (1933)
- Cercasi modella, regia di Emmerich Wojtek Emo (1932)
- Flucht nach Nizza, regia di James Bauer (1933)
- Idylle au Caire, regia di Claude Heymann e Reinhold Schünzel (1933)
- Saison in Kairo, regia di Reinhold Schünzel (1933)
- Schwarzer Jäger Johanna, regia di Johannes Meyer (1934)
- Un'avventura in Polonia (Abenteuer eines jungen Herrn in Polen), regia di Gustav Fröhlich (1934)
- Tigre reale (Königstiger), regia di Rolf Randolf (1935)
- Turandot (Prinzessin Turandot), regia di Gerhard Lamprecht (1934)
- Barcarola (Barcarole), regia di Gerhard Lamprecht (1935)
- Stradivari (Stradivari), regia di Géza von Bolváry (1935)
- La giovinezza di una grande imperatrice (Mädchenjahre einer Königin), regia di Erich Engel (1936)
- Missione eroica (Eskapade), regia di Erich Waschneck (1936)
- Oro nero (Stadt Anatol), regia di Viktor Tourjansky (1936)
- La sposa scomparsa
- Una notte di Napoleone (Die Nacht mit dem Kaiser), regia di Erich Engel (1936)
- Unter heißem Himmel, regia di Gustav Ucicky (1936)
- Fridericus, regia di Johannes Meyer (1937)
- Togger, regia di Jürgen von Alten (1937)
- Sherlock Holmes (Der Mann, der Sherlock Holmes war), regia di Karl Hartl (1937)
- Ragazzi (Streit um den Knaben Jo), regia di Erich Waschneck (1937)
- Un dramma al circo (Manege), regia di Carmine Gallone (1937)
- Bandiera gialla, regia di Gerhard Lamprecht (1937)
- Il marito a modo mio (Der Mustergatte), regia di Wolfgang Liebeneiner (1937)
- Brillanti (Brillanten), regia di Eduard von Borsody (1937)
- Fanny Elssler, regia di Paul Martin (1937)
- Condottieri, regia di Luis Trenker (1937)
- Meine Freundin Barbara, regia di Fritz Kirchhoff (1937)
- Tango Notturno, regia di Fritz Kirchhoff (1937)
- Der Mann, der nicht nein sagen kann, regia di Mario Camerini (1938)
- Un'ora di felicità (Frau Sylvelin), regia di Herbert Maisch (1938)
- Wie einst im Mai, regia di Richard Schneider-Edenkoben (1938)
- Volo sul deserto (Verklungene Melodie), regia di Viktor Tourjansky (1938)
- Kameraden auf See, regia di Heinz Paul (1938)
- Der unmögliche Herr Pitt, regia di Harry Piel (1938)
- Orchidea rossa (Rote Orchideen), regia di Nunzio Malasomma (1938)
- Mariti a congresso (Napoleon ist an allem schuld), regia di Curt Goetz (1938)
- Sposiamoci ancora... (Ehe in Dosen), regia di Johannes Meyer (1939)
- Casa lontana, regia di Johannes Meyer (1939)
- Il guanto verde (Falschmünzer), regia di Hermann Pfeiffer (1940)
- Due amori (Die schwedische Nachtigall), regia di Peter Paul Brauer (1941)
- Jenny und der Herr im Frack, regia di Paul Martin (1941)
- Il vincitore (...reitet für Deutschland), regia di Arthur Maria Rabenalt (1941)
- Die Nacht in Venedig, regia di Paul Verhoeven (1942)
- Signora Luna (Frau Luna), regia di Theo Lingen (1941)
- I pagliacci, regia di Giuseppe Fatigati (1943)
- Realtà romanzesca (Frauen sind keine Engel), regia di Willi Forst (1943)
- Die Hochstaplerin, regia di Karl Anton (1944)
- Ein Mann wie Maximilian, regia di Hans Deppe (1945)
- Die Fledermaus, regia di Géza von Bolváry (1946)[3]